# Gabriel Rojas
Gabriel Ignacio Rojas Muñoz (Puchuncaví, Región de Valparaíso, Chile, 9 de marzo de 1999) es un futbolista chileno. Juega de delantero y su equipo actual es Cobreloa de la Primera B de Chile

## Trayectoria
Formado en las divisiones inferiores del Santiago Wanderers desde los trece años, tras ser campeón en algunas categorías menores y goleador de los torneos es ascendido al primer equipo durante la pretemporada 2016-17 convirtiendo un gol en su primer amistoso frente a Unión San Felipe lo que lo llevaría a ser citado para el primer partido de la Copa Chile 2016 frente a Deportes La Serena donde no llegaría a debutar oficialmente. Para la intertemporada previa al Clausura 2017 seguiría siendo parte de los amistosos de su club volviendo a anotar.
Finalmente el debut se daría durante la Copa Chile 2017 frente a Deportes Iberia siendo parte del campeonato obtenido por su equipo aquel semestre. Sería parte también de un descenso vivido con Santiago Wanderers logrando poca continuidad durante la Primera B de Chile 2018 y en su versión 2019 por lo que partiría a préstamo a San Marcos de Arica por seis meses.
Luego de préstamo, retornó a Santiago Wanderers donde comenzó a ver mayores oportunidades en el primer equipo jugando más retrasado en el campo de juego, apareciendo como interior o lateral izquierdo, destacando principalmente su participación en el Clásico Porteño de la segunda rueda de 2021 en el que anotó el gol del triunfo, victoria que sería la última de su elenco durante aquel año.

## Selección nacional
Fue parte de la Selección de fútbol sub-17 de Chile que disputó la Copa UC Sub-17 de 2015 y también fue parte de la Selección de fútbol sub-20 de Chile que se preparaba para el Campeonato Sudamericano de Fútbol Sub-20 de 2019, torneo donde finalmente no sería considerado.
A mediados de 2018 sería convocado a disputar los Juegos Suramericanos con la Selección de fútbol sub-20 de Chile donde jugaría en cuatro ocasiones anotando un gol frente a Colombia obteniendo junto con su equipo una medalla de oro.

## Estadísticas

### Clubes
| Club                       | Div.          | Temporada     | Liga  | Liga  | Copas nacionales | Copas nacionales | Torneos internacionales | Torneos internacionales | Total | Total |
| Club                       | Div.          | Temporada     | Part. | Goles | Part.            | Goles            | Part.                   | Goles                   | Part. | Goles |
| -------------------------- | ------------- | ------------- | ----- | ----- | ---------------- | ---------------- | ----------------------- | ----------------------- | ----- | ----- |
| Santiago Wanderers · Chile | 1.ª           | 2017-T        | 1     | 0     | 1                | 0                | —                       | —                       | 2     | 0     |
| Santiago Wanderers · Chile | 2.ª           | 2018          | 8     | 0     | 3                | 0                | —                       | —                       | 11    | 0     |
| Santiago Wanderers · Chile | 2.ª           | 2019          | 1     | 0     | —                | —                | —                       | —                       | 1     | 0     |
| San Marcos · Chile         | 3ª            | 2019          | 7     | 0     | —                | —                | —                       | —                       | 7     | 0     |
| San Marcos · Chile         | Total club    | Total club    | 7     | 0     | 0                | 0                | 0                       | 0                       | 7     | 0     |
| Santiago Wanderers · Chile | 1.ª           | 2020          | 8     | 0     | —                | —                | —                       | —                       | 8     | 0     |
| Santiago Wanderers · Chile | 1.ª           | 2021          | 19    | 1     | 2                | 0                | —                       | —                       | 21    | 1     |
| Santiago Wanderers · Chile | 2.ª           | 2022          | 2     | 0     | 1                | 1                | —                       | —                       | 3     | 1     |
| Santiago Wanderers · Chile | Total club    | Total club    | 39    | 1     | 7                | 1                | 0                       | 0                       | 46    | 2     |
| Total carrera              | Total carrera | Total carrera | 46    | 1     | 7                | 1                | 0                       | 0                       | 53    | 2     |
| 1. 2.                      |               |               |       |       |                  |                  |                         |                         |       |       |

### Resumen estadístico
| Competición      | Partidos | Goles |
| ---------------- | -------- | ----- |
| Primera División | 28       | 1     |
| Primera B        | 11       | 0     |
| Segunda División | 7        | 0     |
| Copa Chile       | 7        | 1     |
| Total            | 53       | 2     |

## Palmarés

### Títulos nacionales
| Título           | Club               | País  | Año  |
| ---------------- | ------------------ | ----- | ---- |
| Copa Chile       | Santiago Wanderers | Chile | 2017 |
| Segunda División | San Marcos         | Chile | 2019 |

### Distinciones individuales
| Distinción                 | Año  |
| -------------------------- | ---- |
| Medalla Cruce de Los Andes | 2017 |